# موزه جیبوری

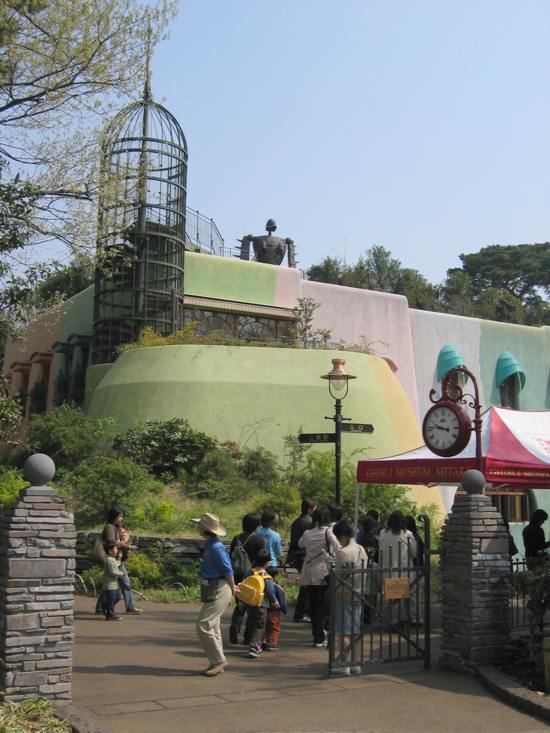
موزه جیبلی.

موزهٔ جیبلی (به ژاپنی: 三鷹の森ジブリ美術館 Mitaka no mori jiburi bijutsukan) یک نمایشگاه هنرهای زیبا و موزهٔ انیمیشن است که در محلهٔ میتاکا در توکیو، پایتخت ژاپن واقع شده‌است. این موزه در سال ۲۰۰۱ میلادی افتتاح شده‌است و در غرب پارک اینوکاشیرا قرار دارد. ساعت کار از ساعت ۱۱ صبح تا ۷ بعدازظهر. ورودی ۱۰۰۰ ین است.

## دسترسی
- جی آر، خط چوئو-هونسن، ایستگاه کیچیجوجی (吉祥寺駅 Kichijōji)
- شرکت راه آهن کیئو، خط اینوکاشیرا، ایستگاه کیچیجوجی (吉祥寺駅 Kichijōji)
- شرکت راه آهن کیئو، خط اینوکاشیرا، ایستگاه پارک اینوکاشیرا (井の頭公園駅)